# Am Mellensee
Am Mellensee település Németországban, azon belül Brandenburgban. Lakosainak száma 7310 fő (2023. december 31.).

## Népesség

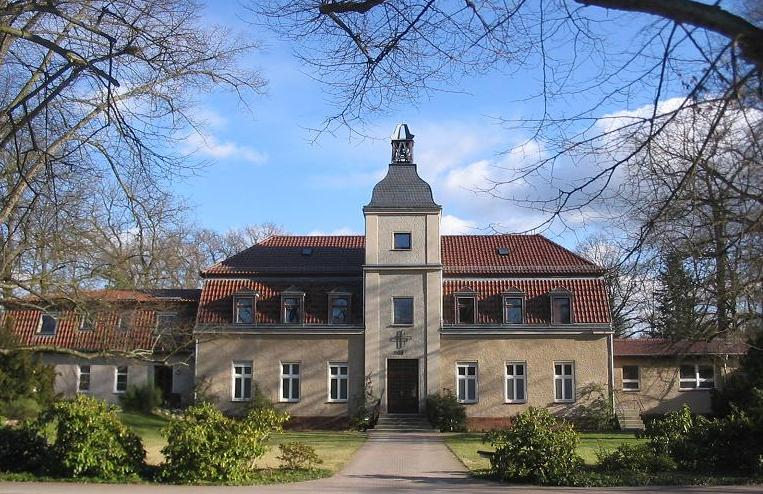
Szent Gertrud Bencés Apátság

A település népességének változása:
| Lakosok száma | 7645 | 7083 | 6479 | 6946 | 6965 | 7171 | 7310 |
|               | 1990 | 2000 | 2010 | 2020 | 2021 | 2022 | 2023 |